# Svenska Foder

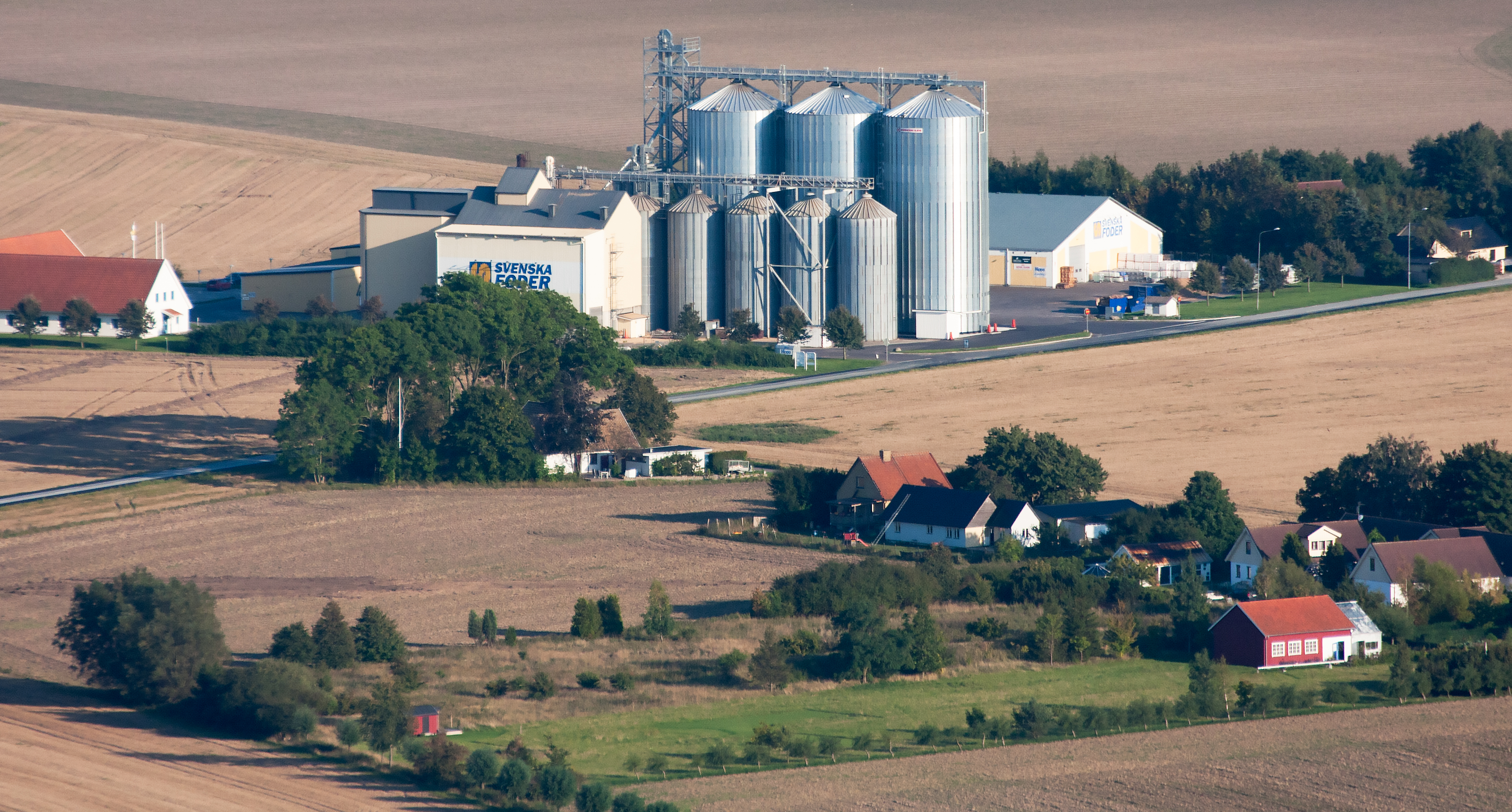
Svenska Foders anläggning i Ädelholm i Skåne.

Svenska Foder är ett företag som levererar foder och växtodlingsprodukter till lantbruket och cerealieprodukter till livsmedelsbranschen. Huvudkontoret ligger i Lidköping. Företaget har omkring 300 anställda och en omsättning på cirka 4,4 miljarder kronor. Det är ett helägt dotterföretag till Dansk Landbrugs Grovvaresellskap (DÖG). 